# Achalarus toxeus
Achalarus toxeus là một loài bướm ngày thuộc họ Hesperiidae. Nó được tìm thấy ở Panama, phía bắc qua Trung Mỹ và México đến miền trung Texas. Có thể tìm thấy ở miền nam Arizona.
Sải cánh dài 42–50 mm. Con trưởng thành bay từ tháng 2 đến tháng 11. Có ba lứa một năm.
Sâu bướm ăn lá non của Ebenopsis ebano. Con trưởng thành ăn mật hoa.

## Tham khảo

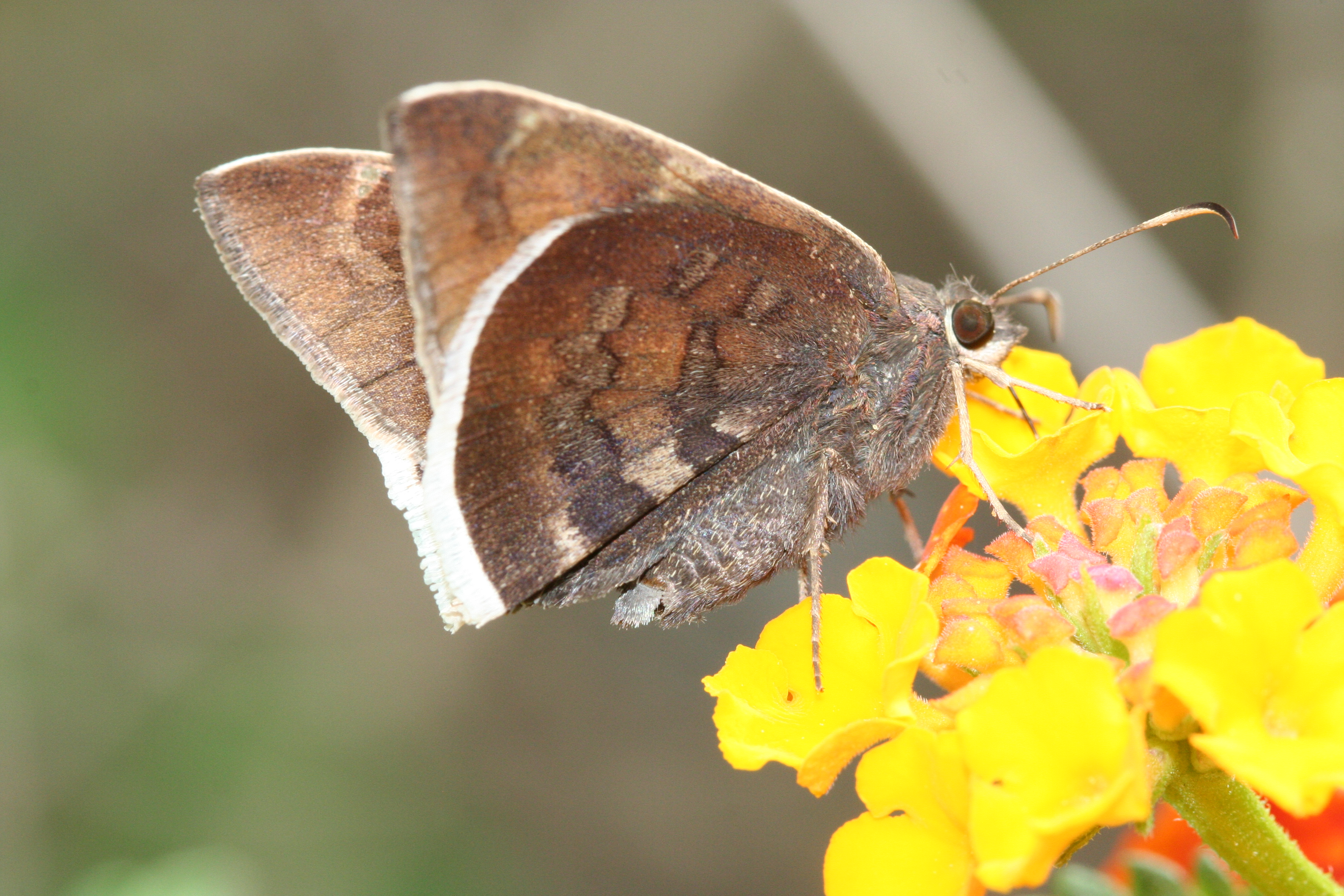